# Грейдинг
Грейдинг (англ. grading) — группировка должностей по определённым основаниям (определение «веса», классификация) с целью построения системы мотивации.
Суть грейдинга — в сопоставлении внутренней значимости должностей для организации (внутренняя ценность) с ценностью этой работы на рынке (внешняя ценность). Система была изобретена компанией Hay Group, которая впоследствии была поглощена консалтинговой компанией Korn Ferry.

## Виды грейдинга

### Грейдинг должностей или работ
Когда оцениваются и ранжируются, то есть распределяются по «грейдам» должности, независимо от того, какой именно работник занимает должность. Грейд должности зависит от ценности и важности данной должности для компании.
Критерии оценки должности:
- требуемый уровень квалификации;
- сложность выполняемой работы;
- степень ответственности должности;
- степень самостоятельности;
- влияние на стратегические цели;
- бизнес-результат компании;
- аналитическая и коммуникативная нагрузка;
- условия работы
- и другое.

Применяется в компаниях с фиксированными и, желательно, четко прописанными функциями должностей, где разные работники могут занимать аналогичные должности и выполнять аналогичные функции. Обычно это средние и крупные производственные, торговые, сбытовые и другие компании.

### Грейдинг работников
Работники оцениваются и распределяются по грейдам персонально. В данном случае в совокупности учитывается и ценность выполняемой работы, и ценность самого работника, которая зависит от уровня его квалификации, опыта, мастерства и уровня развития его профессиональных компетенций.
Критерии оценки работника:
- степень ответственности;
- влияние на бизнес-результат;
- квалификация;
- результативность.

Применяется в компаниях, где выполняемые работниками функции и задачи зависят в большей степени не от должности, а от квалификации и способностей самого работника. Обычно это консалтинговые компании или другие небольшие по численности компании, в которых предъявляются высокие требования к уровню образования и квалификации работников, их творческим способностям.

## Пример должностного грейдинга
- заместитель генерального директора по общим вопросам — 45 000 рублей;
- заместитель генерального директора по экономике — 45 000 рублей;
- заместитель главного бухгалтера — 25 000 рублей;
- юрист — 25 000 рублей;
- секретарь генерального директора — 20 000 рублей;
- помощник юриста — 20 000 рублей;
- водитель — 20 000 рублей;
- секретарь отдела — 15 000 рублей.